# John Farnham

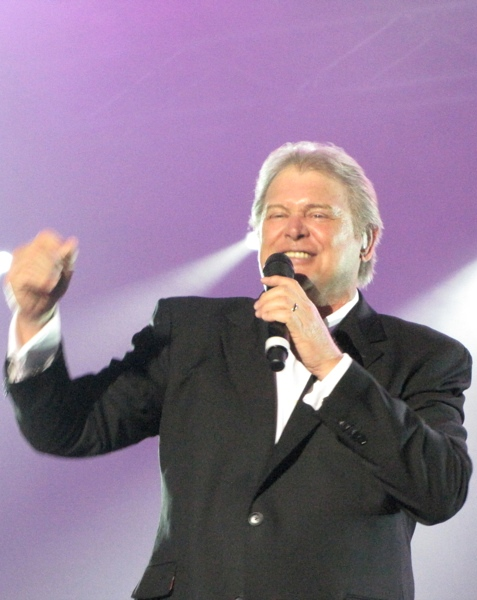
John Farnham v roce 2010

John Peter Farnham (*1. července 1949, Dagenham, Essex, Anglie) je australský populární zpěvák.

## Život a kariéra
V roce 1959 se rodina odstěhovala z Anglie do Melbourne v Austrálii. V letech 1964-1979 byl pop idol dospívající mládeže. Svojí sólovou dráhu přerušil v letech 1982-1985, kdy působil ve skupině Little River Band jako zpěvák. V září 1986 píseň You're the Voice ovládla australský žebříček sólových zpěváků. Jeho nejprodavanější album Whispering Jack, obsadilo první místo na 25 týdnů[zdroj?].

## Ocenění
V roce 1969 byl zvolen čtenáři TV Week jako "King of Pop", po dobu pěti po sobě jdoucích let. V roce 1987 získal titul "Australan roku", v roce 1996 "Důstojník řádu Austrálie". V roce 2003 byl uveden do síně slávy.
Australský rockový historik Ian McFarlane ho popsal jako "nejúspěšnějšího sólového umělce v historii australského rocku a popu. Farnham je oblíbený pro svoji vlídnost a smysl pro humor, na veřejnosti vystupuje jako "obyčejný člověk" s kouzlem, které z něj dělá jednu z nejuznávanějších osobností v zábavním průmyslu australské historie.[zdroj?]

## Diskografie
- Sadie (The Cleaning Lady) v roce 1967
- Raindrops Keep Fallin' on My Head v roce 1969/1970
- Age of Reason v roce 1988
- Age of Reason, Chain Reaction v roce 1990
- Then Again... v roce 1993
- Anthology 1: Greatest Hits 1986-1997 v roce 1997
- 33⅓ v roce 2000
- The Last Time v roce 2002.